# قائمة البعثات الدبلوماسية في تونس

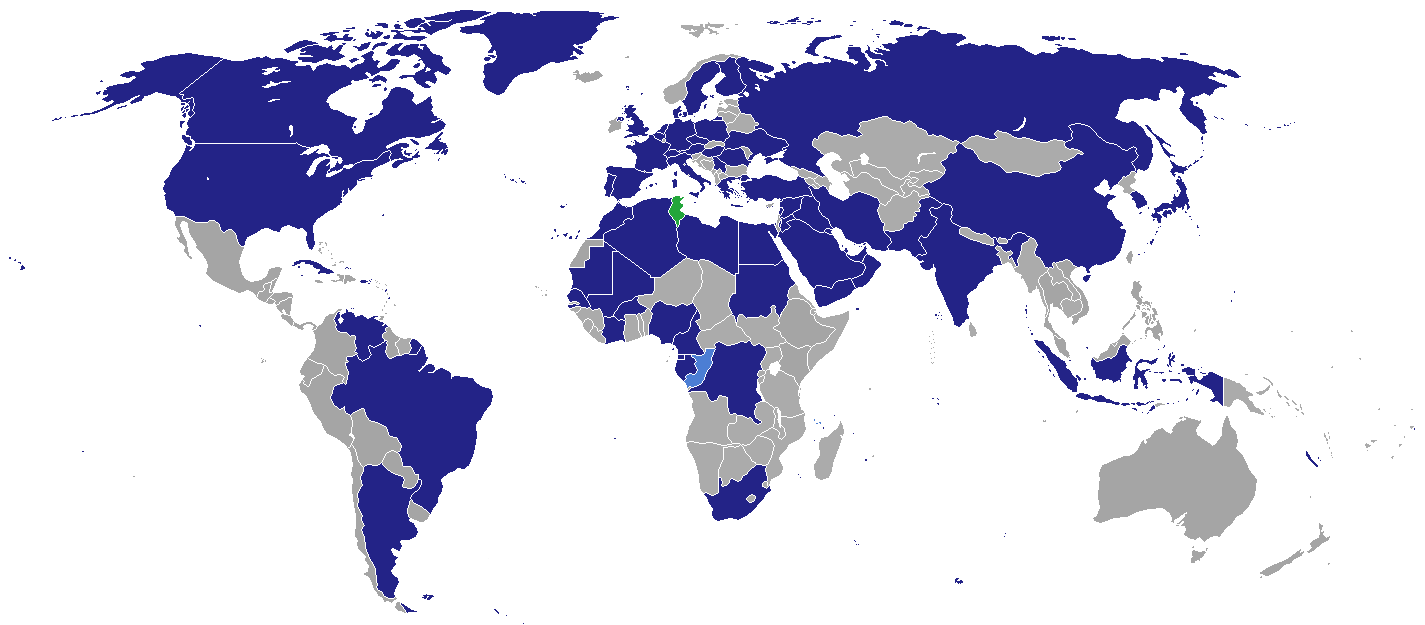
قائمة البعثات الدبلوماسية في تونس (الدول التي لها سفارات في تونس)

هذه قائمة بالبعثات الدبلوماسية في تونس، يوجد حاليا 62 سفارة في تونس (إلى جانب بعثتي الاتحاد الأوروبي والأمم المتحدة) و50 بعثة غير مقيمة، إضافة إلى 6 قنصليات عامة و3 قنصليات عادية و36 قنصلية فخرية وتسعى تونس إلى افتتاح ثلاث سفارات أخرى في ماليزيا و المكسيك و كازاخستان.

## السفارات

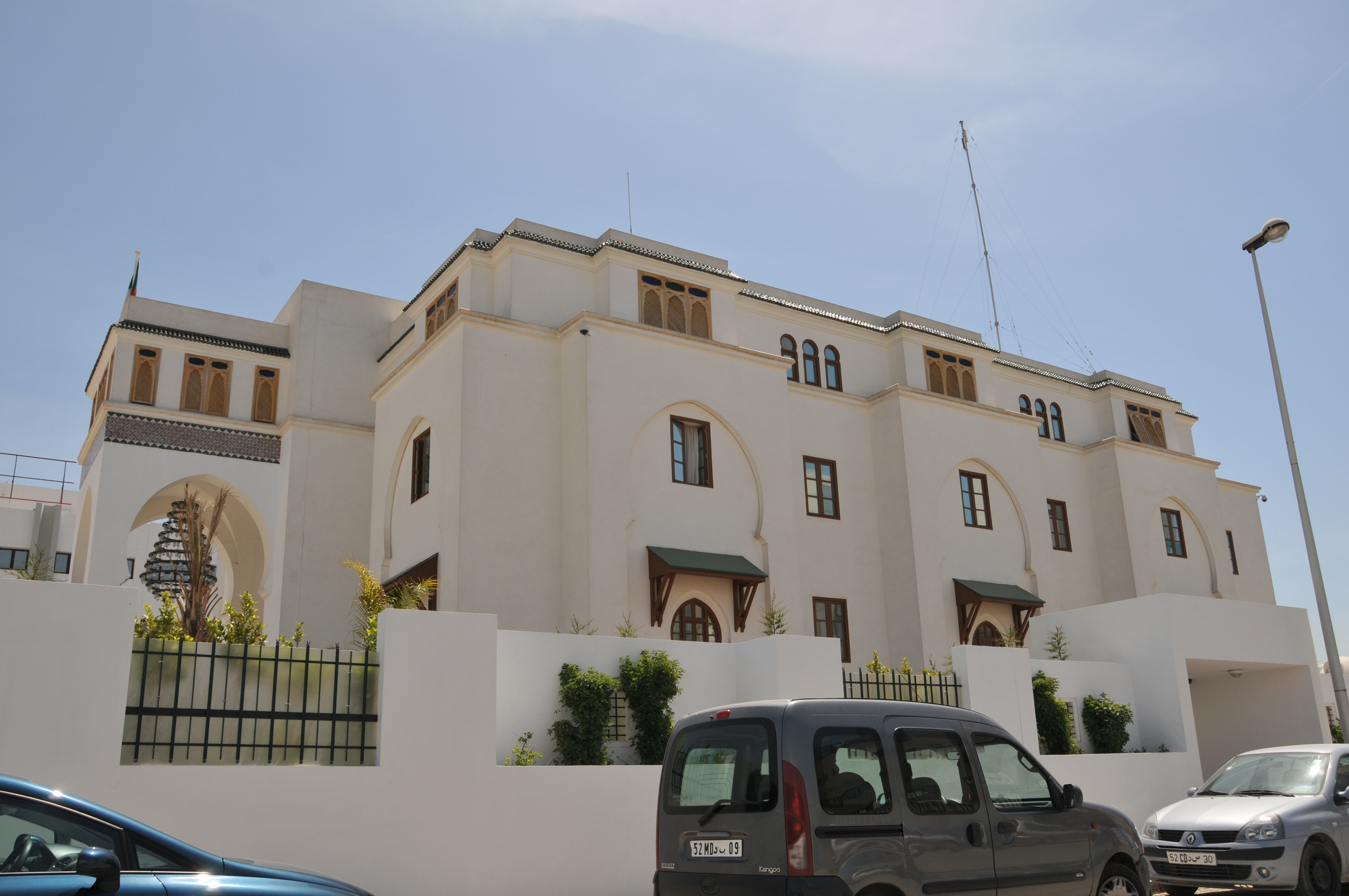
السفارة الجزائرية في تونس

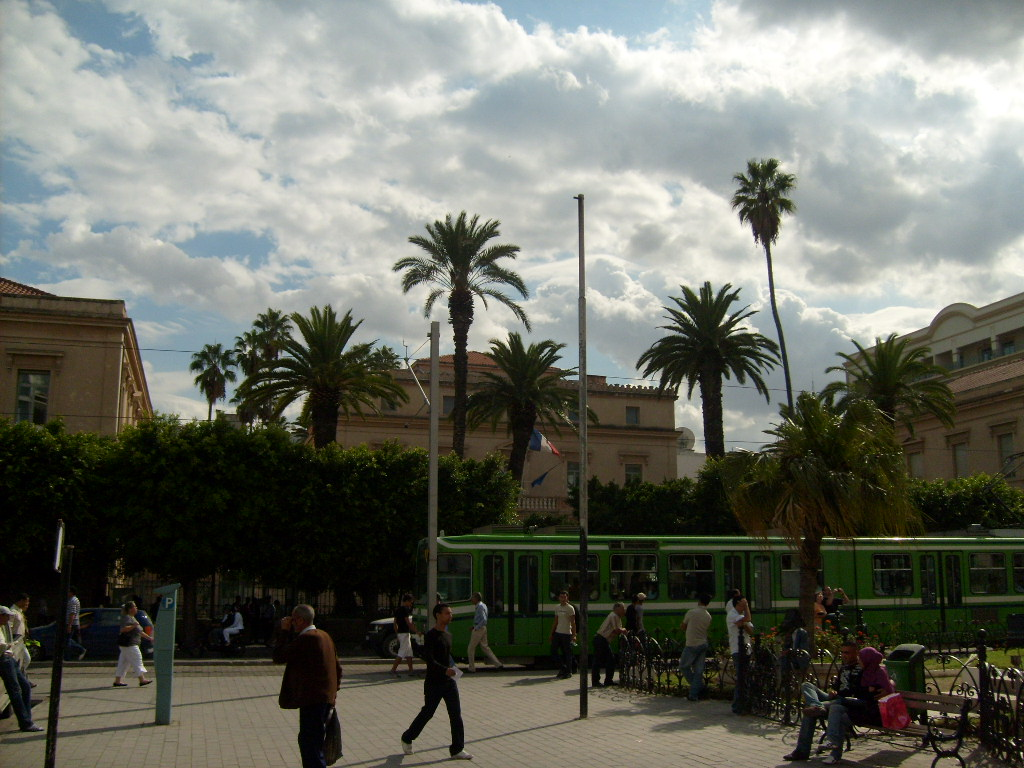
السفارة الفرنسية في تونس

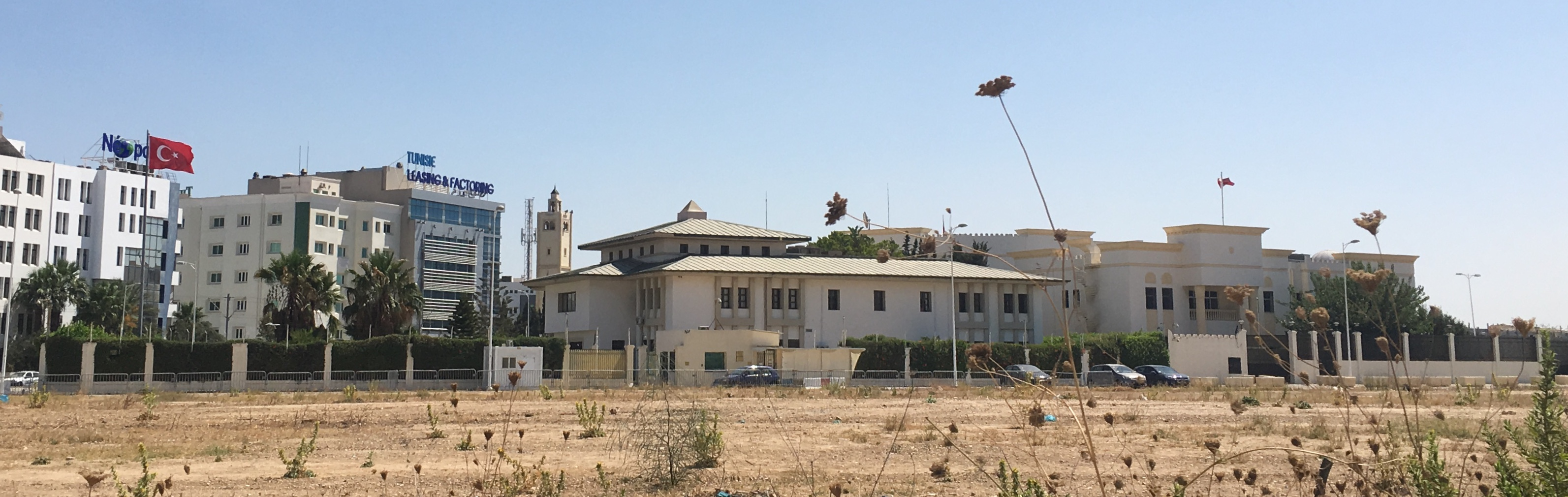
سفارة قطر (يمين) وسفارة تركيا (يسار) في تونس.

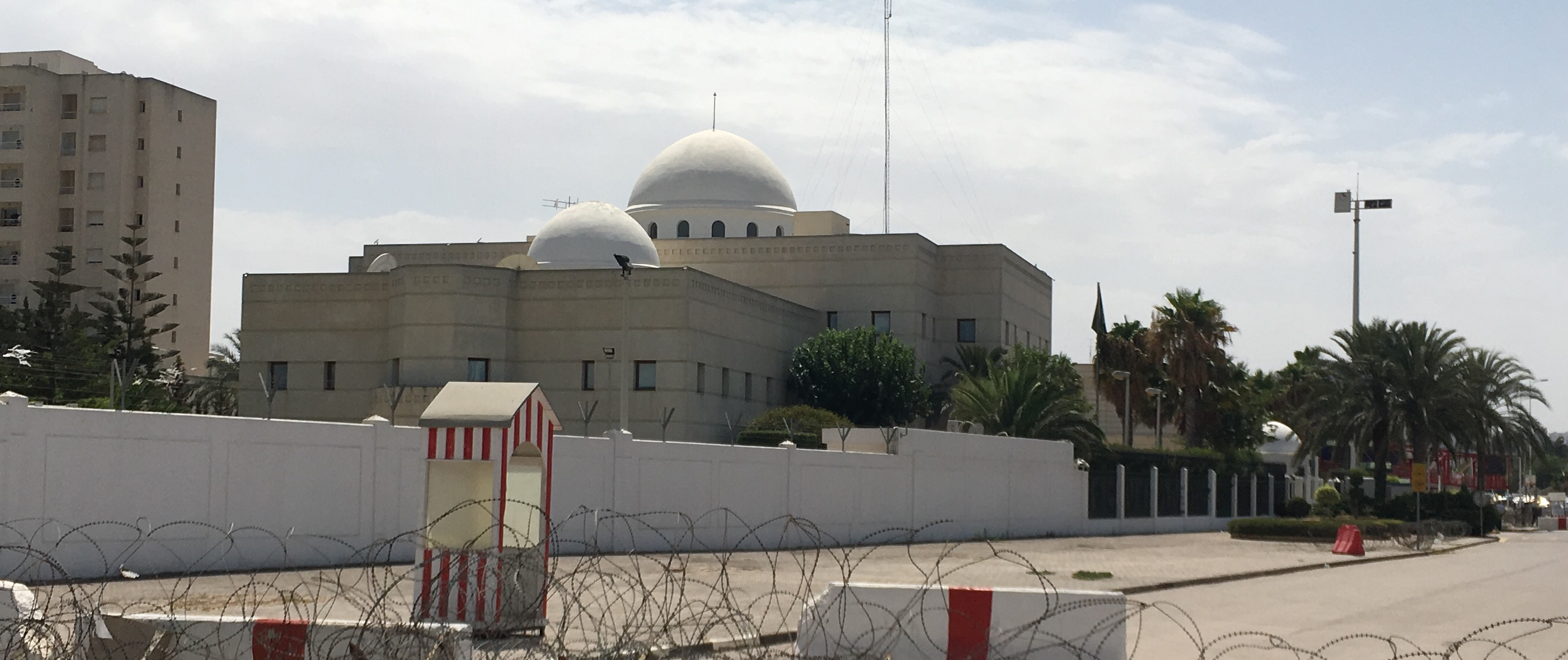
سفارة السعودية في تونس.

إلى حدود بداية 2018، يبلغ عدد السفارات المعتمدة في تونس 62 سفارة:
- ألمانيا
- النمسا
- بلجيكا
- بلغاريا
- إسبانيا
- فنلندا
- فرنسا
- اليونان
- المجر
- إيطاليا
- مالطا
- هولندا
- بولندا
- البرتغال
- رومانيا
- المملكة المتحدة
- صربيا
- السويد
- سويسرا
- جمهورية التشيك
- أوكرانيا

دول أفريقية:
- جنوب إفريقيا
- الجزائر
- بوركينا فاسو
- الكاميرون
- جمهورية الكونغو الديمقراطية
- ساحل العاج
- مصر
- الغابون
- ليبيا
- مالي
- المغرب
- موريتانيا
- نيجيريا
- السنغال
- السودان

دول آسيوية:
- السعودية
- البحرين
- الصين
- كوريا الجنوبية
- الإمارات العربية المتحدة
- الهند
- إندونيسيا
- العراق
- إيران
- اليابان
- الأردن
- الكويت
- لبنان
- عُمان
- باكستان
- فلسطين
- قطر
- روسيا
- تركيا
- اليمن

دول أمريكية:
- الأرجنتين
- البرازيل
- كندا
- كوبا
- الولايات المتحدة
- فنزويلا

مكاتب دبلوماسية أخرى
- الاتحاد الأوروبي (بعثة دبلوماسية على رأسها سفير)
- الأمم المتحدة (منسق مقيم لمنظومة الأمم المتحدة في تونس)

## القنصليات
القنصليات العامة
- الجزائر (في تونس العاصمة)
- فرنسا (في تونس العاصمة)
- جمهورية الكونغو (في تونس العاصمة)
- ليبيا (في تونس العاصمة)
- ليبيا (في صفاقس)
- المغرب (في تونس العاصمة)

القنصليات
- غينيا (في تونس العاصمة)
- الجزائر (في قفصة)
- الجزائر (في الكاف)

القنصليات الفخرية
- تشيلي
- كرواتيا
- الدنمارك
- جيبوتي
- إستونيا
- غانا
- المجر
- موريشيوس
- جمهورية أيرلندا
- آيسلندا
- لاتفيا
- لوكسمبورغ
- مدغشقر
- ماليزيا
- المكسيك
- موناكو
- النيجر
- النرويج
- بيرو
- الفلبين
- سريلانكا
- سيشل
- تشاد
- تايلاند

في سوسة:
- النمسا
- فرنسا
- المملكة المتحدة
- السويد
- أوكرانيا

في صفاقس:
- فرنسا
- رومانيا
- تركيا

في جربة:
- ألمانيا
- فرنسا

في بنزرت:
- فرنسا

في توزر:
- فرنسا

## البعثات الدبلوماسية غير المقيمة
البعثات الدبلوماسية غير المقيمة عددها 50 بعثة (دول لا تملك سفارات في تونس، ولكنها تعتمدها في أقرب سفارة لها في بلد ثاني):
- أنغولا
- أذربيجان
- تشيلي
- جمهورية الكونغو
- الدنمارك
- الإكوادور
- غانا
- غينيا
- غينيا بيساو
- مدغشقر
- ماليزيا
- المكسيك
- النيجر
- الفاتيكان
- النرويج
- تشاد
- زيمبابوي

في القاهرة:
- بروناي
- جورجيا
- كازاخستان
- كينيا
- مالاوي
- موريشيوس
- موزمبيق
- نيبال
- نيوزيلندا
- رواندا
- سريلانكا
- جنوب السودان
- الأوروغواي
- زامبيا

في باريس:
- الرأس الأخضر
- قبرص
- جيبوتي
- إستونيا
- إثيوبيا
- آيسلندا
- ليتوانيا
- تنزانيا

في الرباط:
- جمهورية إفريقيا الوسطى
- كرواتيا
- غامبيا
- غينيا الاستوائية

في روما:
- السلفادور
- سلوفينيا

أخرى:
- ألبانيا (في أثينا)
- أستراليا (في مالطا)
- البوسنة والهرسك (في طرابلس)
- جمهورية أيرلندا (في مدريد)
- سنغافورة (في سنغافورة)
- غواتيمالا (في عمان (مدينة))

## المنظمات
تستقبل تونس المقرات الرسمية للمنظمات التالية:
- مجلس وزراء الداخلية العرب (الأمانة العامة)
- المنظمة العربية للتربية والثقافة والعلوم
- اتحاد إذاعات الدول العربية
- الهيئة العربية للطاقة الذرية
- المؤسسة العربية للاتصالات الفضائية
- المنظمة العربية لتكنولوجيات الاتصال والمعلومات
- بعثة الأمم المتحدة للدعم في ليبيا
- مرصد الصحراء والساحل
- المصرف المغاربي للاستثمار والتجارة الخارجية
- المركز الجهوي للاستشعار عن بعد لدول شمال إفريقيا
- مركز المرأة العربية للتدريب والبحوث
- الاتحاد النقابي لعمال المغرب العربي

ممثلين لأجهزة الأمم المتحدة التالية:
- صندوق الأمم المتحدة للسكان
- المفوضية السامية للأمم المتحدة لشؤون اللاجئين
- منظمة الهجرة الدولية
- اليونيسف
- منظمة الصحة العالمية
- منظمة الأغذية والزراعة
- منظمة الأمم المتحدة للتنمية الصناعية
- مكتب الأمم المتحدة المعني بالمخدرات والجريمة
- اليونسكو
- برنامج الأغذية العالمي
- مكتب الأمم المتحدة لخدمات المشاريع
- هيئة الأمم المتحدة للمرأة
- مركز الأمم المتحدة للإعلام
- البنك الدولي
- برنامج الأمم المتحدة المشترك لفيروس نقص المناعة البشرية/الإيدز

ممثلين لمنظمات أخرى:
- بنك الاستثمار الأوروبي
- البنك الإفريقي للتنمية
- اللجنة الدولية للصليب الأحمر
- مجلس أوروبا
- المعهد الدولي للديمقراطية ومساعدات الانتخابات (مدير إقليمي)
- المركز الدولي للبحوث الزراعية في المناطق الجافة (منسق إقليمي لشمال أفريقيا)

## روابط خارجية
- وزارة الخارجية التونسية.
- القوائم الدبلوماسية.